# Goldener Saal (Norimberga)

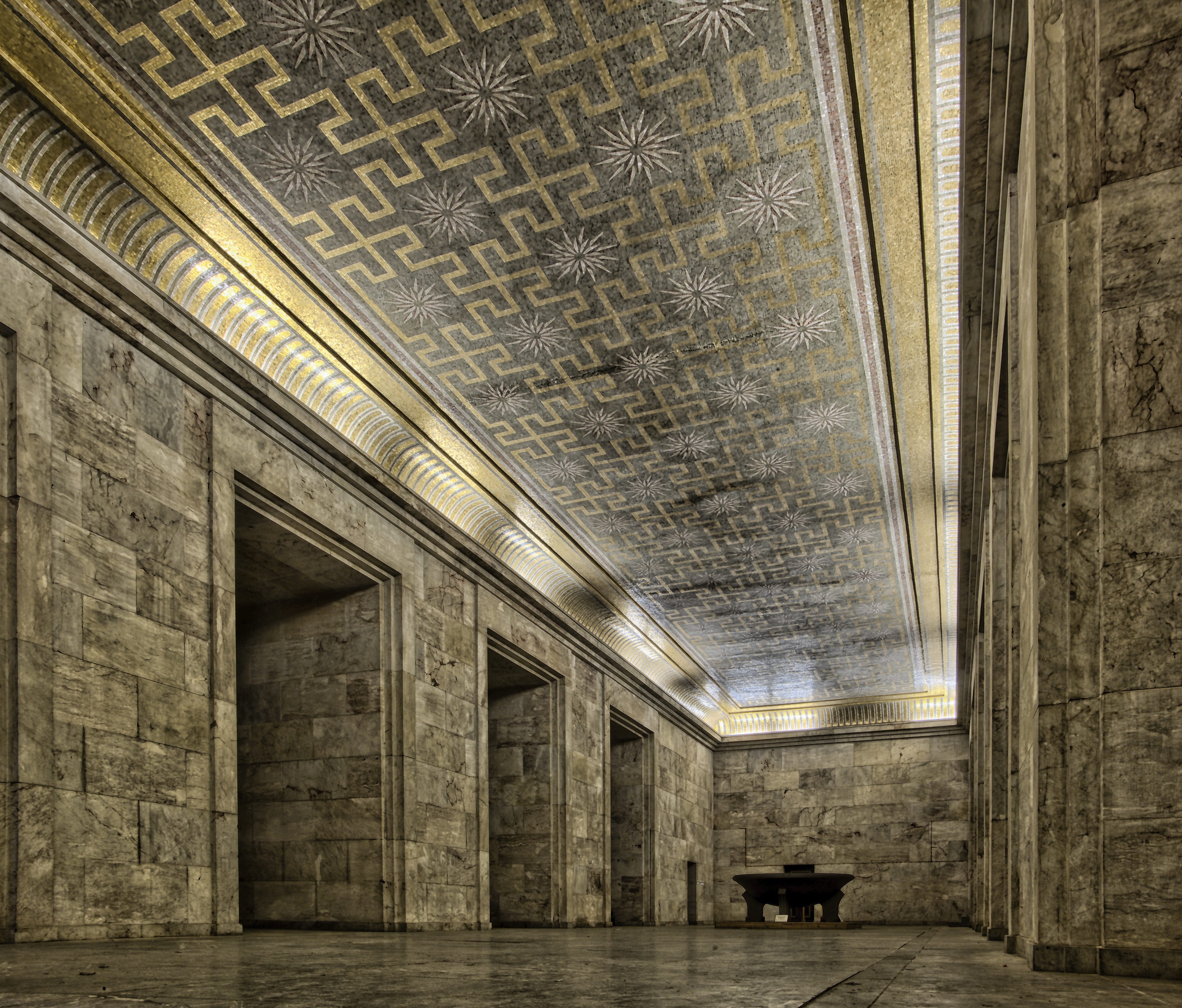
Sala d'Oro, Tribuna Zeppelin Norimberga

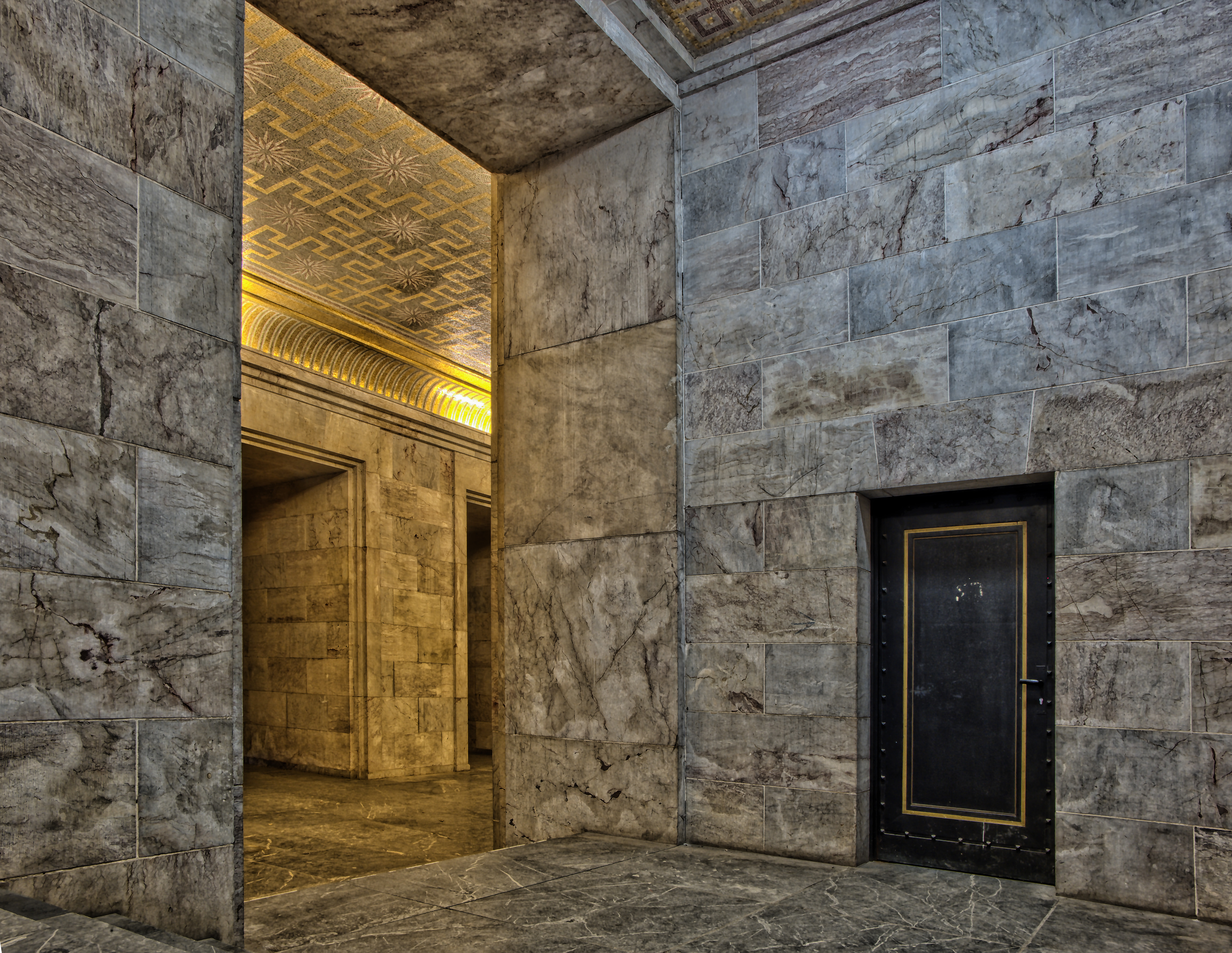
Ingresso alla Sala d'Oro

La Goldener Saal (Sala dorata) è una sala della Tribuna Zeppelin di Norimberga.

## Descrizione
Le pareti e il pavimento della sala di circa 335 m² (36,5 × 8,7 metri più le nicchie delle quattro porte d'ingresso e delle quattro nicchie a parete) sono realizzate con lastre composte da marmo di Lahn, il soffitto a un'altezza di 7,8 metri è decorato con scintillanti mosaici d'oro di Hermann Kaspar. 

## Storia
Lo scopo originale e l'uso della sala d'oro durante le manifestazioni del partito nazista non sono più noti oggi. Dal 1985 al 2001 ha ospitato la mostra Faszination und Gewalt (Fascino e Violenza), che ha dato impulso al Centro di documentazione del Reichsparteitagsgelände. Nel 1986, la band post-industriale Einsturzende Neubauten si esibì nella sala per l'unico concerto tenuto fino a ora nei locali. 
Attualmente la Sala d'Oro può essere visitata solo nell'ambito di una visita guidata ai campi di raduno del partito nazista, mentre è prevista l'apertura permanente di una sezione.